# 앤더스 톨허스트
앤더스 윌리엄 톨허스트(Anders William Tolhurst, 1999년 9월 13일 ~ )는 미국의 야구 선수이자, 현 KBO 리그 LG 트윈스의 투수이다.

## 미국 프로야구 시절
2019년에 토론토 블루제이스에 입단하였다.

## 한국 프로야구 시절
2025년 8월 3일에 엘리에이저 에르난데스를 대체할 외국인 투수로 영입되었다.